# Gracilia
Gracilia — род жуков-усачей из подсемейства настоящих усачей.

## Описание
Задний край переднеспинки простой. Третий членик усиков заметно короче пятого. Волосяной покров надкрылий расположен в поперечном направлении.

## Систематика
В составе рода:
- Gracilia minuta (Fabricius, 1781)